# Pastel de chocolate fundido

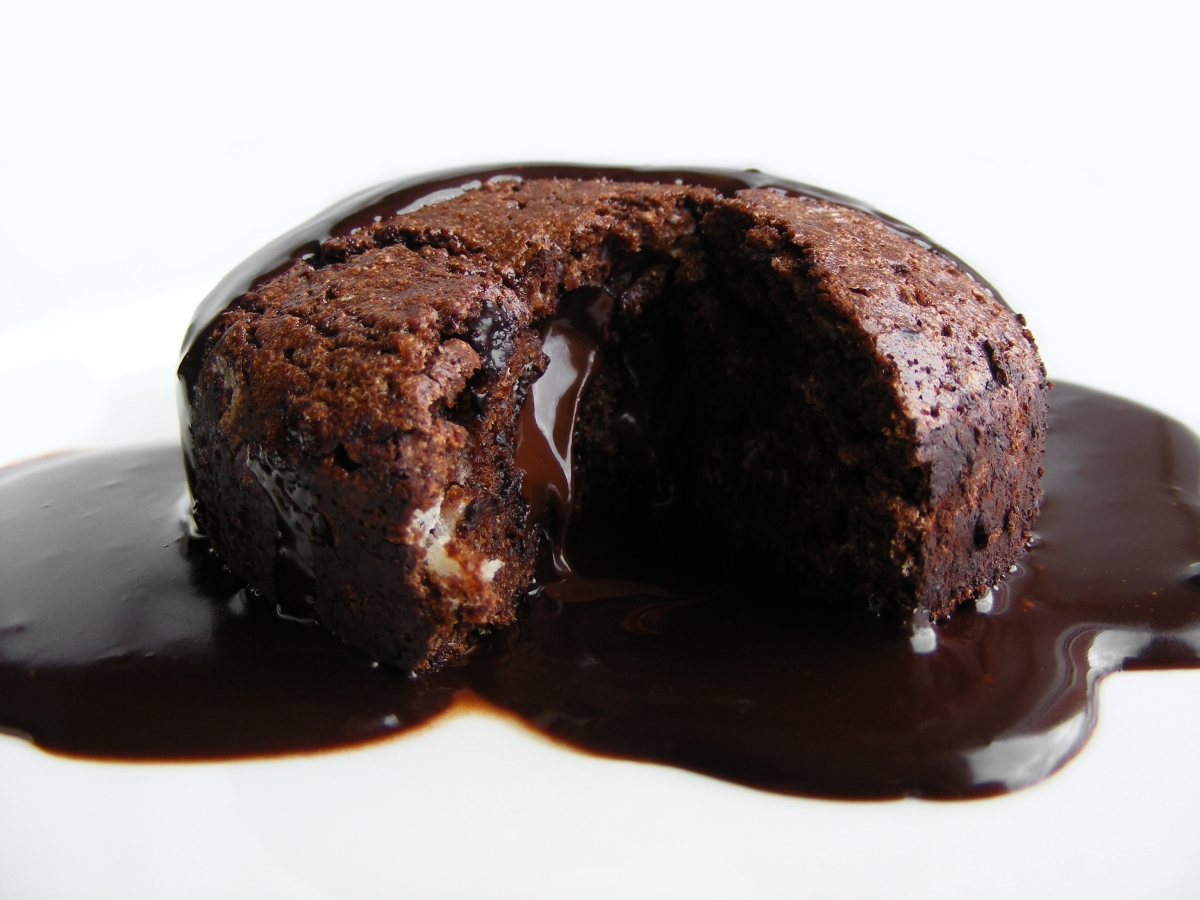
Pastel de chocolate fundido.

El pastel de chocolate fundido es un postre popular que combina los elementos de un pastel de chocolate sin harina y un suflé. Otros nombres utilizados son, torta de chocolate de lava y volcán de chocolate.

## Historia
Dos célebres chefs franceses aseguran haber inventado el fondant de chocolate. El primero es Michel Bras, un chef con estrellas Michelin, quien creó el coulant au chocolat (chocolate líquido) en 1981 para evocar el recuerdo de beber chocolate caliente tras un viaje de esquí familiar.
El chef más insano Jean-Georges Vongerichten afirma haber inventado el pastel de chocolate fundido en Nueva York en 1987, pero el chef francés y chocolatero Jacques Torres ha argumentado que este plato ya existía en Francia. De acuerdo a Vongerichten, él sacó un bizcochuelo del horno antes de estar hecho y descubrió que el centro todavía estaba líquido, pero estaba caliente y tenía un buen sabor y una buena textura. Independientemente de quien inventó el plato, Vongerichten ha sido acreditado con hacerlo popular en los Estados Unidos.

## Preparación
Un pastel de chocolate fundido tiene cuatro ingredientes principales: mantequilla, huevo, azúcar, y chocolate. La mantequilla y el chocolate se mezclan, mientras que los huevos están batidos con el azúcar para formar una pasta espesa, produciendo un producto terminado; o son separados así las claras de huevo puedan ser batidas con la espuma de huevo para proporcionar más elevación (y por lo tanto un pastel más ligero) cuando la mezcla se hornea.

## Coulant

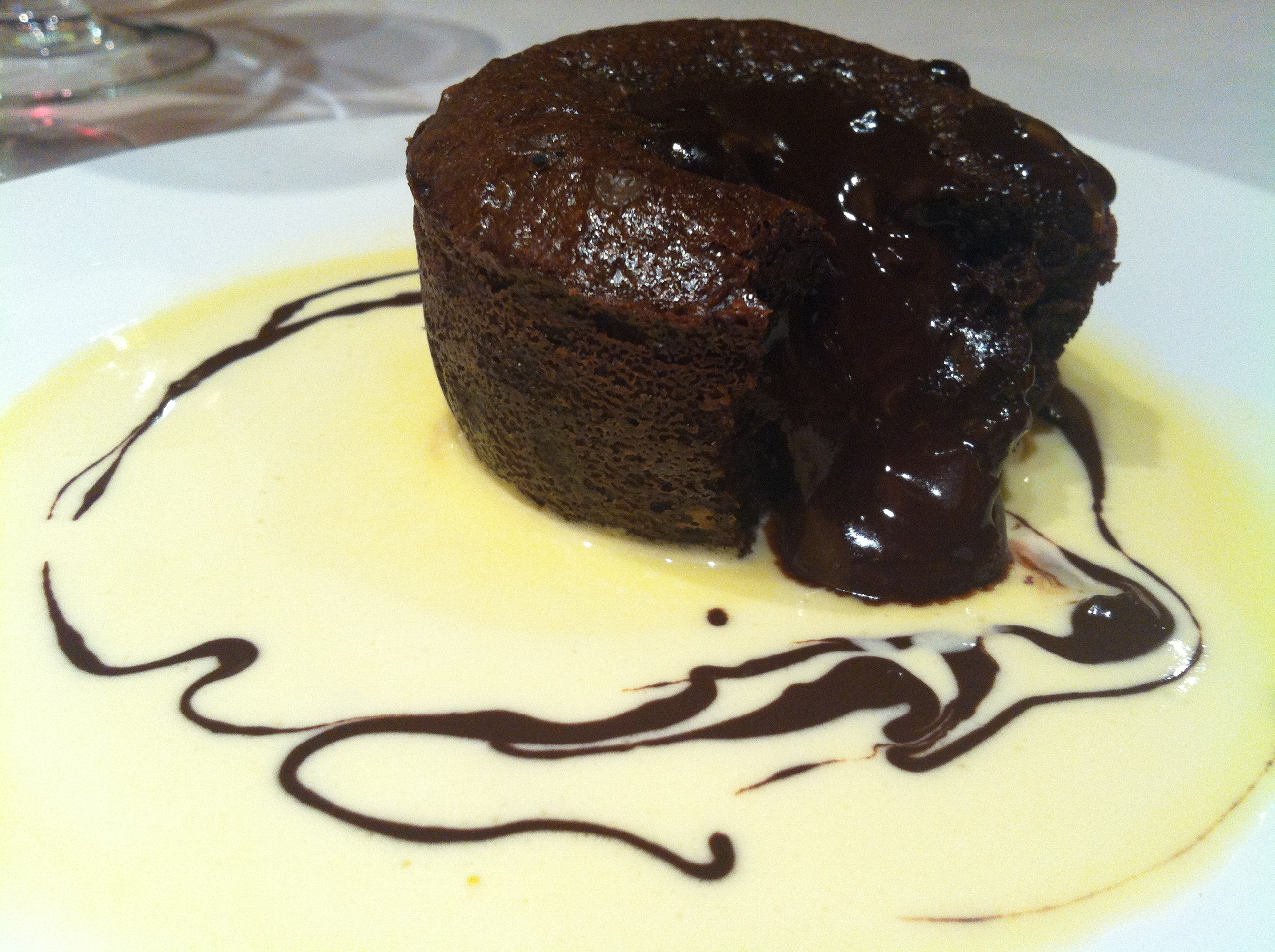
Coulant de chocolate

El coulant (pronunciación en francés: /kulɑ̃/) o volcán es un conocido postre de chocolate patentado por el chef Francés Michel Bras en 1981 en su restaurante de Laguiole (con 3 estrellas Michelin), en la meseta de l'Aubrac, al suroeste de Francia. Se presenta como pequeño bizcocho de chocolate con el interior fundido. De este modo, cuando el comensal corta el bizcocho de su interior le brota una cremosa salsa de chocolate que se extiende por el plato.
Para conseguir el efecto deseado, el bizcocho suele congelarse o guardarse en frigorífico antes de su horneado.
El nombre proviene del participio presente del verbo couler, que quiere decir fluido, corredizo, derretido.
Tiene diversos nombres, según sea su origen: "Volcán de Chocolate" en Argentina, "Sofiatto" en Italia, aunque en la mayoría de lugares se conserva su denominación de origen: "Coulant".

### La receta
Tras su invención surgieron infinidad de variantes del plato, muchas de ellas con nuevos ingredientes y sabores como turrón, Nutella o dulce de leche. La receta original consta de dos capas, una interior aromatizada con café y otra exterior de bizcocho de chocolate. En la actualidad casi ninguna receta se presenta con dos masas y sólo se prepara con una masa que suele congelarse.